# Бромид рубидия

Броми́д руби́дия — неорганическое соединение, соль рубидия и бромистоводородной кислоты с химической формулой RbBr.

## Получение
- Бромид рубидия получают действием разбавленной бромистоводородной кислоты на оксид рубидия, его гидроксид или карбонат:

{\displaystyle {\mathsf {Rb_{2}O+2\ HBr\ {\xrightarrow {\ }}\ 2\ RbBr+H_{2}O}}}
{\displaystyle {\mathsf {RbOH+HBr\ {\xrightarrow {\ }}\ RbBr+H_{2}O}}}
{\displaystyle {\mathsf {Rb_{2}CO_{3}+2\ HBr\ {\xrightarrow {\ }}\ 2\ RbBr+CO_{2}\uparrow +H_{2}O}}}
- Также бромид рубидия можно получить обменными реакциями:

{\displaystyle {\mathsf {BaBr_{2}+Rb_{2}SO_{4}\ {\xrightarrow {\ }}\ 2\ RbBr+BaSO_{4}\downarrow }}}

## Физические свойства
Бромид рубидия образует бесцветные кристаллы, кубическая сингония (a = 0,6881 нм, Z = 4, пространственная группа F m3m).
Хорошо растворим в воде.
Хорошо растворяется в бромистоводородной кислоте с образованием RbBr·HBr или RbHBr2.
Известны полигалогениды RbBr3, RbClBr2, RbCl2Br.

## Химические свойства
- Разлагается сильными кислотами, вытесняющими бромоводород:

{\displaystyle {\mathsf {2\ RbBr+H_{2}SO_{4}\ {\xrightarrow {100^{o}C}}\ Rb_{2}SO_{4}+2\ HBr\uparrow }}}